# HeadHunter
HeadHunter — найбільша російська компанія інтернет-рекрутменту, що розвиває бізнес у Росії, Білорусі, Казахстані і Україні. Клієнтами HeadHunter є близько 1 200 000 компаній. Велика база кандидатів HeadHunter містить більш ніж 44 млн резюме, а середня денна кількість вакансій перевищує 450 тис. За даними SimilarWeb, HeadHunter займає третє місце у світі по популярності серед порталів з пошуку роботи та працівників.
Найбільший актив компанії — сайт hh.ru. Також HeadHunter володіє сайтом Career.ru, платформою Talantix і має частку в компанії Skillaz. Мобільні додатки hh.ru існують в окремих версіях для компаній-роботодавців і претендентів на платформах iOS і Android. Акції компанії торгуються на російських біржах.

## Історія розвитку

«Хедхантер» на КІБ-2008

Компанія заснована у 2000 році. 23 травня був запущений сайт під назвою National Job Club, що перетворився згодом у HeadHunter.ru, а ще пізніше — в hh.ru. Портал мав був допомогти знайти професіоналів. Якість шукачів забезпечувалося за рахунок розмежування прав доступу до резюме, що служило запорукою захисту інформації. Сайт зробили максимально зручним для роботодавців і здобувачів. Творці заробляли на продажу бази даних резюме. Портал швидко набирав популярність, і кількість претендентів незабаром перевищила мільйон.
У 2005 році офіційно розпочало роботу українське представництво компанії HeadHunter Україна.
У 2006 році відбулися офіційні відкриття представництв в Новосибірську, Казані, Красноярську, Воронежі, Краснодарі, Самарі, Санкт-Петербурзі, Ростові-на-Дону, Єкатеринбурзі та Казахстані.
У 2007 році група компаній HeadHunter і фонд прямих інвестицій Digital Sky Technologies придбали за 20 % акцій проєкт Free-lance.ru. Також у 2007 році група компаній HeadHunter придбала 51 % акцій робочого сайту JobList.ru, що належить компанії «Агава», і запустила спільно з компанією «Агава» проєкт «100 РОБІТ».
У 2007 році компанія HeadHunter приєдналася до асоціації The Network — міжнародної мережі, що об'єднує найбільші робітні сайти у різних країнах і дозволяє шукати роботу за кордоном.
У 2008 році HeadHunter виходить на білоруський ринок, запустивши сайт hh.by. У 2010 році на його основі запускається спільний проєкт із порталом TUT.BY — RABOTA.TUT.BY.
У 2011 році в управління HeadHunter переходить проєкт Робота@Mail.Ru.
У лютому 2016 року компанія Mail.Ru Group продала HeadHunter консорціуму інвесторів під керівництвом «Ельбрус Капітал» за 10 млрд рублів. Також, найбільшим акціонером компанії з деяких пір є американський банк Goldman Sachs.
У грудні 2017 року компанія HeadHunter оголосила про покупку бази резюме свого конкурента Job.ru — одного з найстаріших на російському ринку сайту вакансій.
З квітня 2018 року компанія готується вийти на IPO на біржі NASDAQ.
У 2019 році компанія HeadHunter посіла шосту позицію в рейтингу «20 найдорожчих компаній Рунета — 2019», опублікованому журналом Forbes. За оцінками експертів вартість компанії у 2019 році склала 299 мільйонів доларів.
У березні 2019 року за участю і партнерство HeadHunter в Росії був запущений проєкт Google Jobs.
9 травня 2019 року HeadHunter успішно провів IPO на NASDAQ.
16 липня 2020 року акціонер HeadHunter привернув трохи понад 101 мільйон доларів, а вся компанія оцінена в більш ніж 1 мільярд доларів.
У листопаді 2020 року HeadHunter за 3,5 млрд руб. придбала 100-процентну частку в платформі пошуку роботи і персоналу Zarplata.ru.

## Власники
У Росії компанія зареєстрована як ТОВ «Хэдхантер». Головна компанія HeadHunter Group PLC зареєстрована на Кіпрі.
Після покупки компанії у Mail.Ru Group власниками HeadHunter Group PLC є фонди Highworld Investments Limited (підрозділ «Ельбрус Капітал») — 59,99 % і ELQ Investors VIII Limited (інвестиційний підрозділ Goldman Sachs Group) — 40 %.

## Діяльність
Бізнес-модель компанії HeadHunter побудована на продажу інформації з бази даних резюме. Стратегія компанії — інвестиції в нові технології та удосконалення існуючих та розробка нових сервісів у сфері управління персоналом.
Усі вакансії та резюме на сайті hh.ru проходять ручну перевірку модераторами. Доступ до бази резюме та розміщення вакансій — платні. Пошук по базі вакансій безкоштовний для шукачів. Як для роботодавців, так і для шукачів HeadHunter надає набір інструментів для ефективної роботи.

## API
У сайту hh.ru існує API, з його допомогою можна отримувати інформацію про кандидатів і компанії, а також використовувати функціональність HeadHunter для сторонніх сайтів або програм.

## IPO
Про свій намір вийти на IPO російська хантингова компанія заявляла ще у 2017 році. Зробити це у 2018 році їй завадили санкції, але у 2019 році компанія підтвердила свої плани, забезпечивши їх конкретними цифрами. Російський інтернет-рекрутер розмістив 32 % акцій (більше третини власного капіталу) на біржі Nasdaq. Ціновий діапазон акцій становив від 11 до 13,5 доларів за штуку, з чого випливає, що сам розмір IPO склав від 79,3 до 220,1 млн доларів США.